# Curva de duración general

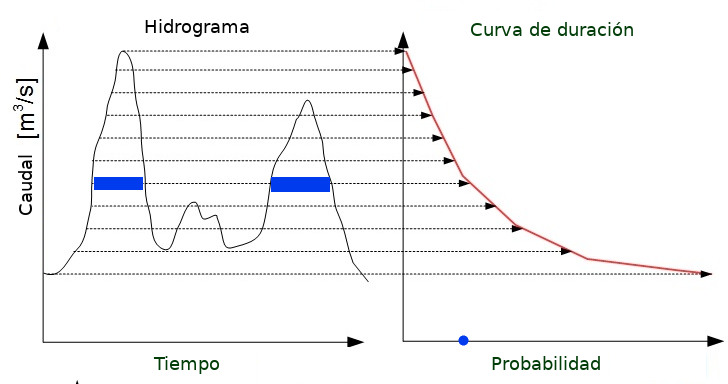
Esquema como se obtiene la curva de duración general.

La curva de duración general es una curva de frecuencias acumuladas que indica el porcentaje de tiempo durante el cual la medida de un fenómeno ha sido igualado o excedido en un periodo de tiempo y son utilizadas en las ciencias de la ingeniería para hacer una estimación razonable de la intensidad, duración y frecuencia de los fenómenos naturales como lluvia, viento, sol o caudal a que estarán expuestos las obras construidas por el hombre. Los diagramas están basados en el Análisis de frecuencia acumulada que a su vez se basa en la interpretación estadística de series de mediciones hechas en un periodo extenso de tiempo.
La curva de variación estacional es una forma de ordenar, en forma conjunta, el resultado de las duraciones generales de los valores mensuales de la variable en estudio.

## Sucesos a tipificar

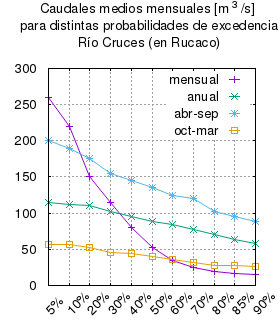
Curva de duración general del caudal del río Cruces para diferentes lapsos de tiempo: anual, mensual, invernal y estival.

En hidrología y meteorología se estudian dos tipos de frecuencias:: 24 
- valores medios a lo largo de extensos periodos de tiempo (precipitaciones anuales, caudales anuales, etc)
- valores de corto periodo de tiempo que representan sucesos máximos, mínimos, en general extremos. (Caudales máximos diarios, instantáneos, precipitaciones máximas diarias, 2 días, etc).

Las diferencias entre ambos son:: 25 
1. La duración. Los primeros son por extensos periodos de tiempo y, por el contrario, los segundos son valores casi instantáneos de una variable.
2. Los segundos son independientes entre sí (un chubasco puede seguir a otro, o no), mientras que de los primeros no esperamos variaciones abruptas en el largo plazo (no hay años lluviosos todos los años).
3. Los primeros utilizan todos los datos existentes, los segundos solo algunos.
4. Los segundos interesan para prever fenómenos extremos de baja frecuencia, como caudales máximos de un río en el periodo de uso de un puente.
5. Los primeros interesan para prever usos "normales" del fenómeno, como para regular la derivación de aguas de riego en un río o canal.

## Elaboración
Luego de obtener y hacer las correcciones necesarias de una serie de mediciones del fenómeno, por ejemplo el caudal de un río (m³/s) en el mes de noviembre a lo largo de 20 años. El diagrama de esta serie de mediciones se llama hidrograma.
| Año           | 1927 | 1928 | 1929 | 1930 | 1931 | 1932 | 1933 | 1934 | 1935 | 1936 | 1937 | 1938 | 1939 | 1940 | 1941 | 1942 | 1943 | 1944 | 1945 | 1946 |
| Caudal (m³/s) | 582  | 216  | 311  | 370  | 333  | 485  | 334  | 307  | 265  | 361  | 451  | 391  | 351  | 332  | 529  | 229  | 281  | 726  | 417  | 421  |

Luego se les ordena según el caudal en orden creciente:
| Caudal (m³/s) | 216 | 229 | 265 | 281 | 307 | 311 | 332 | 333 | 334 | 351 | 361 | 370 | 391 | 417 | 421 | 451 | 485 | 529 | 582 | 726 |

El rango entre el caudal mínimo y el caudal máximo se divide en tramos de igual duración (en este caso 50 m³/s) y se cuenta las veces que la medición queda en ese rango.
| Rango (m³/s) | 200-249 | 250-299 | 300-349 | 350-399 | 400-449 | 450-499 | 500-549 | 550-599 | 600-649 | 650-699 | 700-749 |
| casos        | 2       | 2       | 5       | 4       | 2       | 2       | 1       | 1       | 0       | 0       | 1       |

La frecuencia representa la probabilidad de que ese suceso ocurra.

## Curva de variación estacional

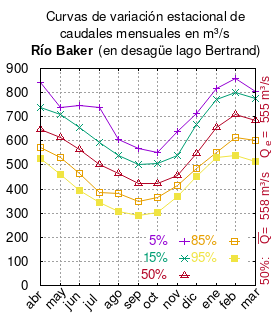
Curvas de variación estacional para el caudal del río Baker.

Para visualizar las probabilidades de similares sucesos a lo largo de un rango de tiempo, se grafican las probabilidades de cada caudal y se obtiene la curva de variación estacional. Estas curvas presentan varias informaciones para el constructor de una obra hidráulica:
1. Máximos y mínimos observados.
2. Probabilidad de que ocurran los máximos y mínimos así como los valores entremedio.
3. Magnitud del fenómeno a través del año.

## Uso en la hidrología de Chile
Con el conocimiento de otros factores, se puede determinar si un curso de agua tiene un régimen pluvial o nival dependiendo de la estación del año en que se observan los mayores caudales. Esto, por supuesto depende de la región en que el río recoja sus aguas. En Chile las lluvias son normalmente entre mayo y julio, pero en el altiplano las lluvias son principalmente las del invierno boliviano que ocurren en pleno verano, en enero y febrero.
Los deshielos chilenos ocurren en primavera, en los meses entre septiembre y diciembre.
A menudo se utilizan en Chile por la Dirección General de Aguas las probabilidades de 5%, 10%, 20%, 50%, 85% y 95%. Estas significan, en otras palabras:
- 5% Una vez cada 20 años
- 10% Una vez cada 10 años
- 20% Una vez cada 5 años
- 50% Una vez cada 2 años
- 85% Quince veces cada 16 años
- 95% diecisiete veces cada 18 años

Otra forma de interpretar el 10% es como año húmedo y al 90% como año seco.: 199 

## Usos de las curvas de duración general

Visualización geométrica de la moda, la mediana y de la media de una función arbitraria de densidad de probabilidad. La curva del 50% representa la mediana del caudal.

En 1908 apareció la primera publicación con tales curvas, aplicadas a 6 ríos de Míchigan que demostraban su similitud y el error que podía introducirse al usar valores de caudales sin considerar las estadísticas.
En 1915 se usaban ya ampliamente en los EE. UU. y a partir de 1920 el Servicio de Geología de los Estados Unidos de América (Geological Survey) adoptó las curvas de duración general como base para definir el caudal en la elaboración de las estadísticas respectivas.: 24 
Las curvas de duración son usadas para el estudio de la geología del lecho del curso del agua, el cálculo preliminar de capacidad de generación de energía eléctrica, el grado de tratamiento requerido por aguas contaminadas, estudios de calidad del agua y el índice de variabilidad del caudal.: 23–33 

## Mediana
La curva de caudales con un 50% de probabilidad representa la mediana (estadística) de los caudales registrados.